# Takeo Spikes
Pour les articles homonymes, voir Spikes.
(en) Statistiques sur pro-football-reference
Takeo Gerard Spikes (né le 17 décembre 1976 à Sandersville, États-Unis) est un joueur américain de football américain jouant en position de linebacker pour les Chargers de San Diego.
En 1998, Takeo fut drafté dans le premier tour par les Bengals de Cincinnati. Dans sa première saison, il débuta tous les matchs de pré-saison et de saison régulière. Il devint le premier rookie à mener les Bengals en nombre de plaquages depuis James Francis en 1990.
2003 fut la première saison de Takeo chez les Bills de Buffalo, lui valant sa première participation dans le Pro Bowl et débuta tous les matchs à nouveau. Il accumula 126 plaquages (tackles), en plus de deux sacks, deux interceptions, et deux récupérations de la balle après sa perte par une équipe.
Le 25 septembre 2005, Takeo se blessa au tendon d'Achille, lors d'un plaquage sur Michael Vick lors de la défaite des Bills 24-16 contre les Falcons d'Atlanta dans la troisième semaine. Cet incident le condamna au banc pour le reste de la saison.
Le linebacker a été ensuite échangé aux Eagles de Philadelphie avec Kelly Holcomb contre Darwin Walker et un choix de première ronde. Après un passage aux 49ers de San Francisco, il est désormais aux Chargers de San Diego.